# Альвенслебен, Людольф-Герман фон
Людо́льф-Ге́рман Эммануэ́ль Гео́рг Курт Ве́рнер фон Альвенсле́бен (нем. Ludolf-Hermann Emmanuel Georg Kurt Werner von Alvensleben; также известен как Буби фон Альвенслебен нем. Bubi von Alvensleben; 17 марта 1901, Галле, Пруссия — 1 апреля 1970, Санта-Роса-де-Каламучита, Кордова) — один из высших руководителей СС и полиции нацистской Германии и один из руководителей карательных органов на оккупированных территориях Польши и СССР, группенфюрер СС и генерал-лейтенант полиции (1943), генерал-лейтенант войск СС (1944).

## Происхождение, учёба, служба, начало политической деятельности
Людольф-Герман фон Альвенслебен происходил из нижненемецкой аристократической семьи землевладельцев фон Альвенслебенов, сын прусского генерал-майора Людольфа фон Альвенслебена (1844—1912) и Антуанетты фон Альвенслебен (1870—1950), урождённой баронессы фон Рикоу (Freiin von Ricou).
С 1911 по 1918 год он проходил обучение в прусском кадетском корпусе, в 1918 году был выпущен фаненюнкером в гусарский полк, но участия в боевых действиях во время Первой мировой войны принять не успел. В 1920 году в течение шести недель он был членом Добровольческого корпуса в Галле-на-Заале. С 1923 до июля 1929 года был членом националистической военизированной организации «Стальной шлем».
После войны Альвенслебен получил высшее образование в области сельского хозяйства. Ещё в декабре 1912 года он унаследовал от отца доставшееся от деда, прусского генерала Германа фон Альвенслебена (Hermann von Alvensleben; 1809—1887) поместье Шохвиц (Schochwitz) в земле Саксония-Анхальт. С 1923 по 1928 год Людольф-Герман фон Альвенслебен арендовал поместье Шторкау также в земле Саксония-Анхальт, а в 1928 году он взял на себя управление поместьем Шохвиц, обременённым в то время большими долгами.
3 мая 1924 года он женился на Мелитте фон Гуайта (Melitta von Guaita), от которой у него было четверо детей.

## Карьера в НСДАП
1 августа 1929 года Людольф-Герман фон Альвенслебен вступил в НСДАП (билет № 149 345) и СА. До 1930 года он возглавлял местное отделение НСДАП (ортсгруппу) в Айслебене (Lutherstadt Eisleben), кроме того в период с 1 декабря 1929 до 25 марта 1934 года был районным руководителем НСДАП (крайсляйтером) района Мансфельд земли Саксония-Анхальт. С 1930 до 1933 года он издавал национал-социалистическую газету «Дер Мансфельдер» («Der Mansfelder») и был партийным оратором НСДАП («Parteiredner der NSDAP»). В СА в июле 1931 года он организовал Мото-группу СА («die Motor-SA») в гау Галле-Мерзебург. В феврале 1932 года Альвенслебен вышел из СА в звании штандартенфюрера. Между 1930 и январём 1933 года Альвенслебен несколько раз был осуждён, среди прочего за нарушение правил дорожного движения, а в 1931 году за оскорбление социал-демократического главы управления (ландрата) района Айслебен.
12 февраля 1933 года в Айслебене руководил нападением 600 нацистов, в основном вооружённых членов СС и СА, на членов молодёжной организации Коммунистической партии Германии («Айслебенское кровавое воскресенье»). В результате нападения три человека погибли, 24 получили тяжёлые ранения.
С февраля 1933 по 31 мая 1933 года Альвенслебен исполнял обязанности главы района Айслебен. С марта 1933 по апрель 1934 года был членом районного собрания депутатов Айслебена и провинциального парламента (ландтага) прусской провинции Саксония. С 5 марта до 14 октября 1933 года также был членом ландтага Пруссии. 12 ноября 1933 года Альвенслебен был избран депутатом Рейхстага.
В нацистской партии с 1933 до 25 марта 1934 года был гауинспектором западной части гау Галле-Магдебург.
«Значительно расширил свои владения фюрер СС генерал фон Альвенслебен, укрепивший родовой замок Шохвиц (нем. Schloss Schochwitz)»

## Карьера в СС
1 апреля 1934 года Альвенслебен вступил в СС (билет № 177 002) и получил чин оберштурмбанфюрера СС. С 5 апреля 1934 года — командир 46-го полка СС (Дрезден). 22 августа 1934 года рейхсфюрер СС Генрих Гиммлер объявил Альвенслебену «строгий выговор», поскольку в апреле 1934 года в Лейпциге тот оскорбил женщину. С 1 октября 1935 года командовал 26-м полком СС в Галле, 20 апреля 1936 года был произведён в штандартенфюреры СС. 20 сентября 1936 года вошёл в руководство X-го абшнита СС в Штутгарте, а с 1 июля 1937 года вошёл в руководство XXXIII-го абшнита СС в Шверине — Мекленбурге, командовал 33-м полком СС. В СС 30 января 1937 года Альвенслебен дослужился до звания оберфюрера СС.
С 14 ноября 1938 года до 31 января 1941 года (де-факто до 9 ноября 1939 года)
Людольф-Герман фон Альвенслебен служил первым адъютантом рейхсфюрера СС Генриха Гиммлера. Один из ближайших сотрудников Гиммлера.
После германского вторжения в Польшу с 9 сентября по 22 ноября 1939 года Альвенслебен был руководителем так называемой «самообороны» («Selbstschutz») этнических немцев в Западной Пруссии. Эта «самооборона» практиковала массовые расстрелы польского населения на землях, предназначенных к заселению немцами (в том числе на территории Рейхсгау Данциг — Западная Пруссия).
С декабря 1939 по декабрь 1940 года Альвенслебен служил в штабе высшего руководителя СС и полиции «Восток» Фридриха-Вильгельма Крюгера в Кракове (то есть в т. н. 
Генерал-губернаторстве). В этот период с 25 апреля 1940 до 10 июня 1940 года он был приписан к полку войск СС «Германия», а 23 мая 1940 года был произведён в гауптштурмфюреры войск СС.
С февраля 1941 по май 1941 года Альвенслебен находился на службе в Главном управлении имперской безопасности. После оккупации германскими войсками территорий СССР 22 октября 1941 года был назначен руководителем СС и полиции в Чернигове (Украина), 19 ноября 1941 года назначен руководителем СС и полиции в Таврии, Крыму и Севастополе.
1 января 1942 года Альвенслебен был произведён в генерал-майоры полиции. С 1 ноября 1942 по 11 мая 1944 года также возглавлял рабочую группу «служба СС и полиции» при высшем руководителе СС и полиции на Юге России. 6 октября 1943 года назначен руководителем СС и полиции в Николаеве. С 29 октября по 25 декабря 1943 года одновременно был высшим руководителем СС и полиции района Чёрного моря (со штабом в Николаеве) и областей группы армий «А», руководил карательными акциями на территории Крыма и прилегающих областей. 9 ноября 1943 года произведён в группенфюреры СС и генерал-лейтенанты полиции. 11 февраля 1944 года назначен высшим руководителем СС и полиции в Дрездене и командиром оберабшнита СС «Эльба». 11 мая 1944 года, не оставляя прежнего поста, зачислен в ведомство высшего руководителя СС и полиции на Адриатическом побережье Одило Глобочника. После заговора 20 июля 1944 руководил арестом оппозиционного промышленника Карла Венцеля, избавляясь тем самым от крупного денежного долга и получая во владение замок Венцеля в Шохвице.
С 27 октября 1944 года — командир СС и полиции в провинции Удине (регион Фриули-Венеция-Джулия), а с 10 апреля 1945 года — руководитель СС и полиции в Западной Адриатике.

## Жизнь в Аргентине после войны
В апреле 1945 года Альвенслебен оказался в британском плену. В конце 1945 года он совершил побег из британского лагеря для интернированных лиц в Нойенгамме. После короткого пребывания в Шохвице в 1946 году вместе со своей семьей Альвенслебен перебрался в Аргентину. Под именем Карлоса Люке (Carlos Lücke) до июля 1956 года жил в Буэнос-Айресе, затем переехал в Санта-Роса-де-Каламучита (провинция Кордова). 27 ноября 1952 года он получил аргентинское гражданство, работал в качестве инспектора рыбоводства, поддерживал контакты с другими нацистами, скрывавшимися в Аргентине, в частности, с Адольфом Эйхманом.

## Суд
На процессе в Торуне (Польша) был заочно приговорён к смертной казни. 31 января 1964 года окружной суд Мюнхена выдал ордер на арест Альвенслебена за убийство под его командованием по меньшей мере 4247 поляков осенью 1939 года. Однако попытки судебного преследования не имели никаких последствий для Альвенслебена, и он умер в 1970 году, так и не представ перед судом.

## Награды
- Данцигский крест 1-го класса
- Золотой партийный знак НСДАП

## Фильмы об Альвенслебене
- Художественный фильм «Флаг Кривого Рога» («Die Fahne von Kriwoj Rog»), 1967
- Документальный фильм «С „Буби“ домой в Рейх» («Mit „Bubi“ heim ins Reich»), 1999/2000